# Didier Aslan

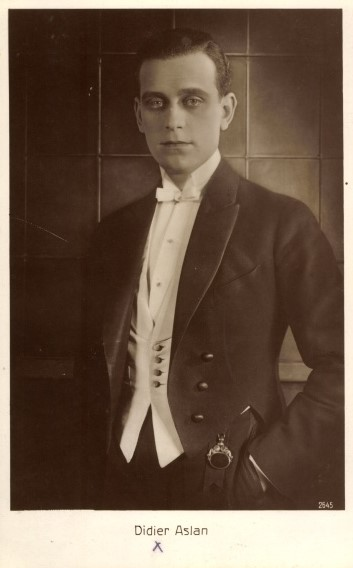
Didier Aslan

Didier Aslan-Zumpart (auch Hans Didier; * 22. Januar 1893 in Thessaloniki, Osmanisches Reich; † 29. März 1978 in Baden, Österreich) war ein armenisch-österreichischer Theater- und Stummfilmschauspieler.

## Leben
Aslan war ein Sohn des Großkaufmanns Charles Aslan-Zumpart und dessen Gattin Corinna, geb. Paladini. Sein älterer Bruder war der Schauspieler Raoul Aslan. Bereits in jungen Jahren kam er nach Wien, wo er eine private Realschule besuchte, jedoch nicht abschließen konnte, da seine Familie nach Thessaloniki zurückkehrte. Nachdem er 1911 in Konstantinopel seine Reifeprüfung abgelegt hatte, arbeitete er knapp zwei Jahre lang für einen Tabak-Exportbetrieb in Thessaloniki, Kairo und Alexandria.
In der Absicht, den Schauspielberuf zu ergreifen, ging er 1913 nach Stuttgart, wo Raoul Aslan am Hoftheater tätig war. Nach einigen Monaten Schauspielunterricht erhielt Didier Aslan sein erstes Engagement in Liebenzell. Kurz darauf wurde er bereits an das Stuttgarter Hoftheater geholt. Es folgten Stationen in Troppau, Wiener Neustadt und Innsbruck. Im Herbst 1915 kam er schließlich wieder nach Wien, um an der Residenzbühne aufzutreten. Danach studierte er als Externist an der Akademie für Musik und darstellende Kunst in der Klasse von Ernst Arndt. Nach seinem Abschluss im Mai 1917 kam er an das Deutsche Volkstheater, wo er unter dem Künstlernamen Hans Didier firmierte.
Es folgte eine Vielzahl wechselnder Engagements, so in München, Düsseldorf, Karlsbad, Graz, Köln, Frankfurt am Main, Dresden und Leipzig. Auch auf Kabarett- und Revuebühnen war Didier Aslan in den 1920er-Jahren öfters zu sehen. In den 1930er-Jahren führten ihn Tourneen nach Rom, Prag, Budapest, Zürich, Luzern und Paris, ehe er sich gegen Ende dieses Jahrzehnts verstärkt der Schriftstellerei zuwandte und einige Werke aus dem Italienischen ins Deutsche übersetzte.
Beim Film der Weimarer Republik blieb Didier Aslan eine Randerscheinung. Seinem Leinwanddebüt in der Rolle des Herzogs von Soria in Gerhard Lamprechts Die Andere folgten nur noch drei weitere Filme, in denen er kleine oder mittlere Nebenrollen übernahm.
Nach seinem Rückzug von Bühne und Film arbeitete Aslan als Bankangestellter. Im Jahr 1953 und damit fünf Jahre vor Raoul Aslans Tod veröffentlichte er mit Ein Lebensbericht über Raoul Aslan eine Biografie über seinen Bruder. Zuletzt lebte Didier Aslan im Künstlerheim in Baden. Er starb 1978 im dortigen Krankenhaus und wurde im Familiengrab auf dem Wiener Zentralfriedhof beigesetzt.

## Filmografie
- 1924: Die Andere
- 1924: Michael
- 1926: Menschen untereinander
- 1926: Hölle der Liebe

## Veröffentlichungen
- Nichts Menschliches ist mir fremd. Ein Lebensbericht über Raoul Aslan. Frick, Wien 1953.